# Демут-Малиновский, Василий Иванович
Васи́лий Ива́нович Де́мут-Малино́вский (2 [13] марта 1779 или 2 марта 1779, Санкт-Петербург — 16 [28] июля 1846 или 16 июля 1848, Санкт-Петербург) — русский скульптор, крупнейший представитель русского классицизма, не раз обращавшийся к теме Отечественной войны 1812 года.
Носил фамилию Демут до 37 лет, и лишь в 1816 году прибавил к ней вторую часть — Малиновский.
Его монументальные произведения образуют ансамблевое единство с такими классицистическими доминантами Санкт-Петербурга, как Казанский собор, арка Главного штаба, Нарвские ворота. Много работал в области надгробной скульптуры.

## Детство и юность: в России до 1803 года
Родился в Санкт-Петербурге в 1778 году (во всех биографиях повторяется год рождения 1779-й — он основан на выписке из метрической книги, выданной в 1785 году; на самом деле дата крещения — 4 марта 1778 года, дата рождения в записи не указана).
Рано умерший отец, Иван Демут, работал резчиком по дереву, благодаря чему Василий мог с детства учиться пластике, наблюдая за работой отца.
В 1785 году, будучи ещё ребёнком, в возрасте семи лет начал обучение в Академии художеств.
Учился в Академии художеств с 1785 по 1802 год. Являлся учеником скульптора М. И. Козловского, за время обучения он был неоднократно отмечен наградами Академии: малую серебряную медаль (1798), большую серебряную и малую золотую (1799) за программу «Ангел выводит Апостола Петра из темницы».
Был награждён большой золотой медалью (1800 год) в составе группы скульпторов за коллективную работу — барельефы к памятнику Петру I у Михайловского замка работы Бартоломео Растрелли.

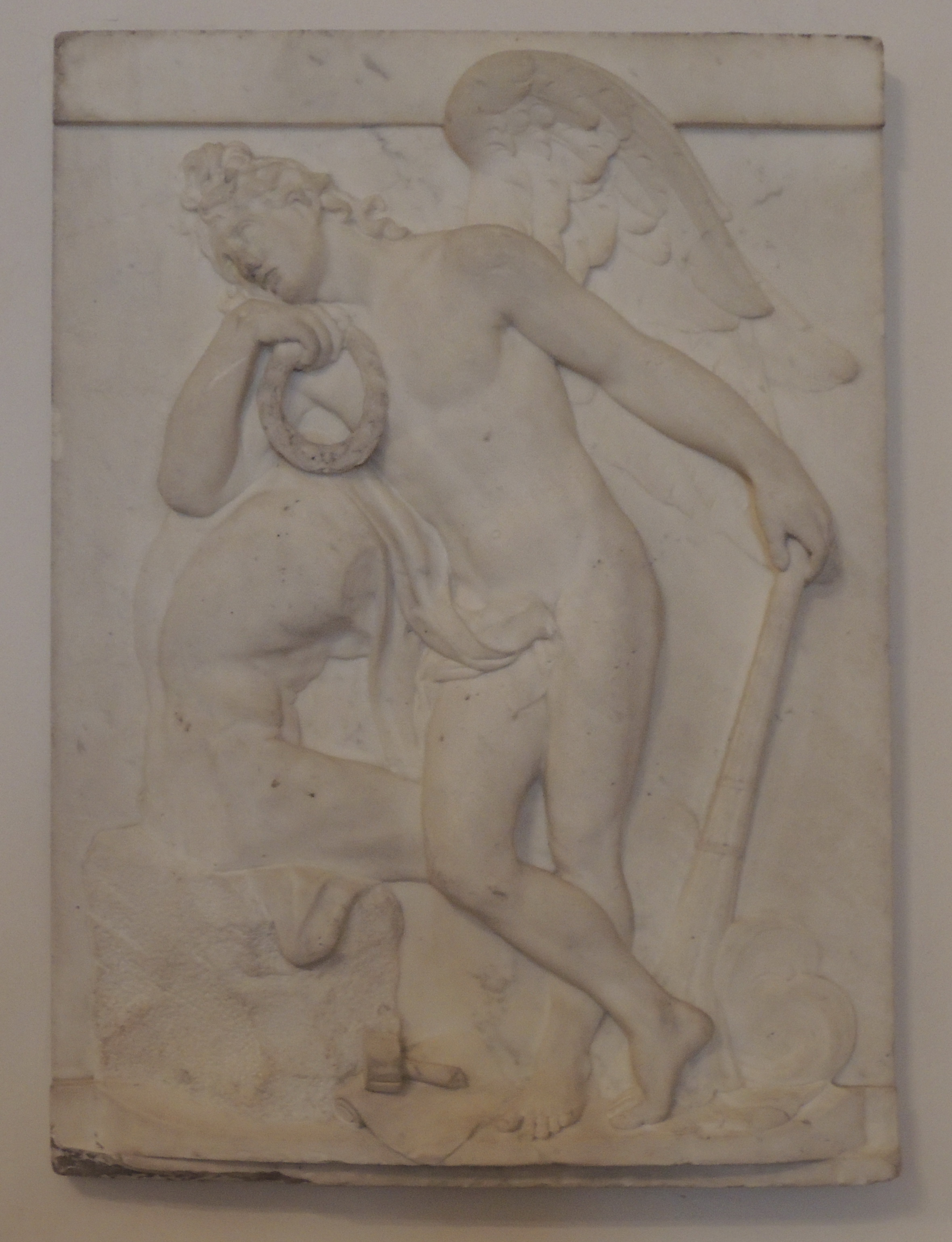
Рельеф с надгробия Козловского

В 1802 году умер М. И. Козловский. Для создания надгробия на его могиле тогдашним президентом Академии графом А. С. Строгановым был объявлен конкурс. Малиновский участвовал в этом конкурсе и выиграл его, получив вторично большую золотую медаль.

По мнению исследователей:

В этом памятнике есть всё, что развивалось в таланте Демут-Малиновского, — простота и серьёзность мысли, чувство и понимание красоты человеческого тела, этой основы основ классики

## В Италии в 1803—1806 годах

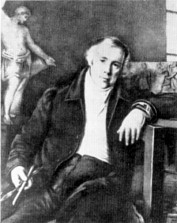
На портрете М. И. Теребенева

В 1803 году Демут-Малиновский вместе с другими воспитанниками Академии художеств был отправлен в заграничную командировку в Италию.
В программу командировки входило изучение памятников западноевропейского искусства и знакомство с архитектурой древнего Рима.
В это время он активно работал в пластике.
Демут-Малиновский создавал зарисовки новых композиций, рисовал натуру, срисовывал античные образцы.
Им были созданы композиции на мифологические темы, в том числе скульптор начал работу над барельефом «Геркулес и Омфала», статую «Нарцисса, смотрящегося в воду» и несколько голов и бюстов.
Скульптор потратил много времени и сил для постижения сложнейшего искусства обработки мрамора.
Этой наукой к концу пребывания в Италии он овладел в совершенстве.
Демут-Малиновский в 1806 году вернулся на родину, но все его работы, выполненные за границей, погибли в пути.
Ему предстояло создать новые произведения.

## В России с 1806 по 1812 год
По возвращении в Россию он выполнил эскиз статуи «Илья-пророк», за что в 1807 году был удостоен звания академика.
Но основная работа в Санкт-Петербурге по приезде была сконцентрирована в создании декоративного оформления строившихся акцентов городской среды — Казанского собора и Горного института.
Эти здания и сооружения были построены архитектором А. Н. Воронихиным.
Кроме того, считается что Василий Иванович работал над оформлением здания Биржи.

### Павловский дворец(1808), Казанский собор (1811)
Демут-Малиновский, сотрудничая с Воронихиным, участвовал в создании одного из красивейших интерьеров Павловского дворца «Кабинета-фонарика» с фигурами кариатид (закончен в 1808). В 1808 году скульптору было присвоено звание адъюнкт-профессора.
Для Казанского собора (закончен в 1811 году) скульптор исполнил статую Андрея Первозванного.
В создании храма участвовал весь цвет архитектуры и пластики начала XIX века.
Свою часть работ — скульптуры святых для парадного портика, обращённого к Невскому проспекту он выполнял вместе с такими известными авторами, как И. П. Мартос и С. С. Пименов.
Все изображённые святые связаны с военной славой Российской империи и наградами во время правления императора Павла I:
- Иоанн Креститель — Мальтийский крест;
- Владимир I Святославич — Орден святого Владимира;
- Александр Невский — Орден святого Александра Невского;
- Андрей Первозванный — Орден святого Андрея Первозванного.

Историки XIX века приписывают Малиновскому авторство статуи пророка Илии.

### Работа над зданиемГорного института

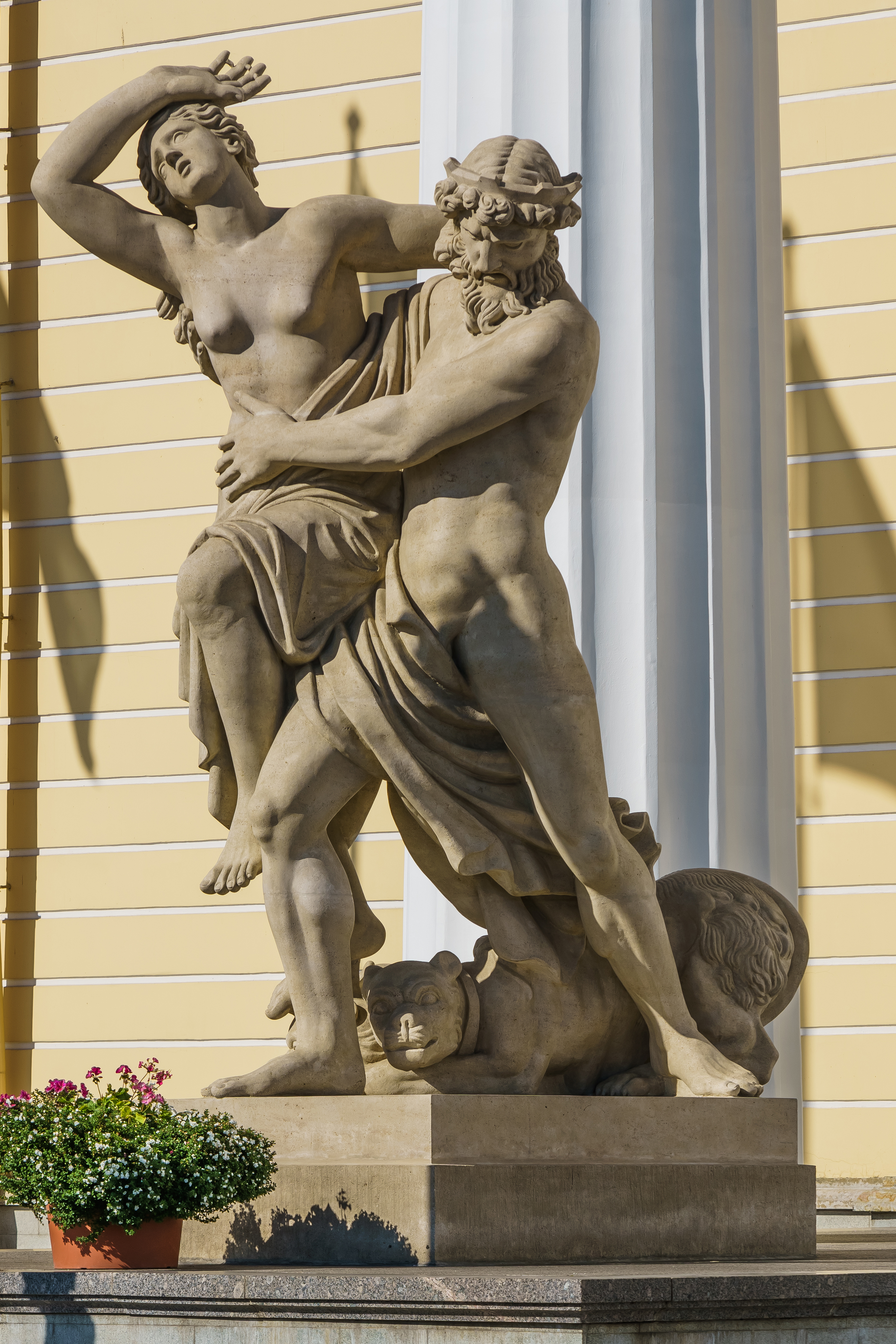
Группа «Похищение Прозерпины» у здания Горного института

Для здания Горного института скульптор создал группу «Похищение Прозерпины Плутоном» на сюжет античной мифологии в римском переложении.
Прозерпина сопротивляется Плутону, который уносит её в подземное царство.
Левой рукой она пытается оттолкнуть своего похитителя, а правой рукой в отчаянии прикрывает голову.
У ног лежит трёхголовый пёс Цербер, легендарный страж подземных богатств, охранявший выход из царства мёртвых Аида.
Вторую скульптурную группу «Геркулес и Антей» выполнил С. С. Пименов.
По мнению искусствоведов:

…группа полна бурного, энергичного движения и вместе с тем величественна и монументальна.
Мощные формы статуи, несколько тяжеловатые пропорции обусловлены назначением и местом установки. Установленные перед массивным портиком Горного института, по масштабу и пропорциям, (скульптурные композиции) удивительно удачно сочетаются со зданием.

На здании также были установлены барельефные фризы работы Демут-Малиновского «Венера приходит к Вулкану за доспехами Марса» и «Аполлон приходит к Вулкану за изготовленной для него колесницей» (пудостский камень, 1809—1811).
Они тоже связаны с архитектурой и не нарушают плоскости стены.
В оформлении Горного института ярко проявился синтез архитектуры и монументальной скульптуры, характерный для русского градостроительства первой половины XIX века.

## Активная деятельность в 1812—1814 годах
С 1812 по 1814 годы Демут-Малиновский вёл активную деятельность: совместно с С. С. Пименовым работал над оформлением здания Главного Адмиралтейства.
В этот же период создаёт ряд произведений, не связанных с архитектурой, в том числе статую «Русский Сцевола» (гипс, 1813), прославляющую подвиг русского крестьянина, против воли взятого на службу французами и в знак этого заклейменного латинской буквой N. Изображён отрубающим собственную руку с клеймом.
В это время он активно работал в области надгробной скульптуры.
Он создал памятник Е. И. Барышниковой (1813; до 1990-х находился под юрисдикцией музея архитектуры Академии строительства и архитектуры СССР) и памятник А. Н. Воронихину (1814; Тихвинское кладбище, Некрополь XVIII века, Музей городской скульптуры).

В 1813 году скульптору было присвоено звание профессора.

### Здание Адмиралтейства
В 1812—1814 годах Демут-Малиновский был приглашён на перестройку здания Главного Адмиралтейства.
Он работал в сильном коллективе единомышленников — там работали скульпторы С. С. Пименов, Ф. Ф. Щедрин и других. Демут-Малиновским было исполнено 4, Пименовым — 8 статуй из пудостского камня; ни одна из них до нас не дошла. В 1860 году эти скульптуры были частью уничтожены, частью заменены копиями из листовой меди.
Возведение здания возглавлял архитектор А. Д. Захаров.

### Русский Сцевола
Когда в 509 году до н. э. Рим осадил этрусский царь Порсена, к нему в шатёр проник римский юноша Гай Муций и попытался убить Порсену. 

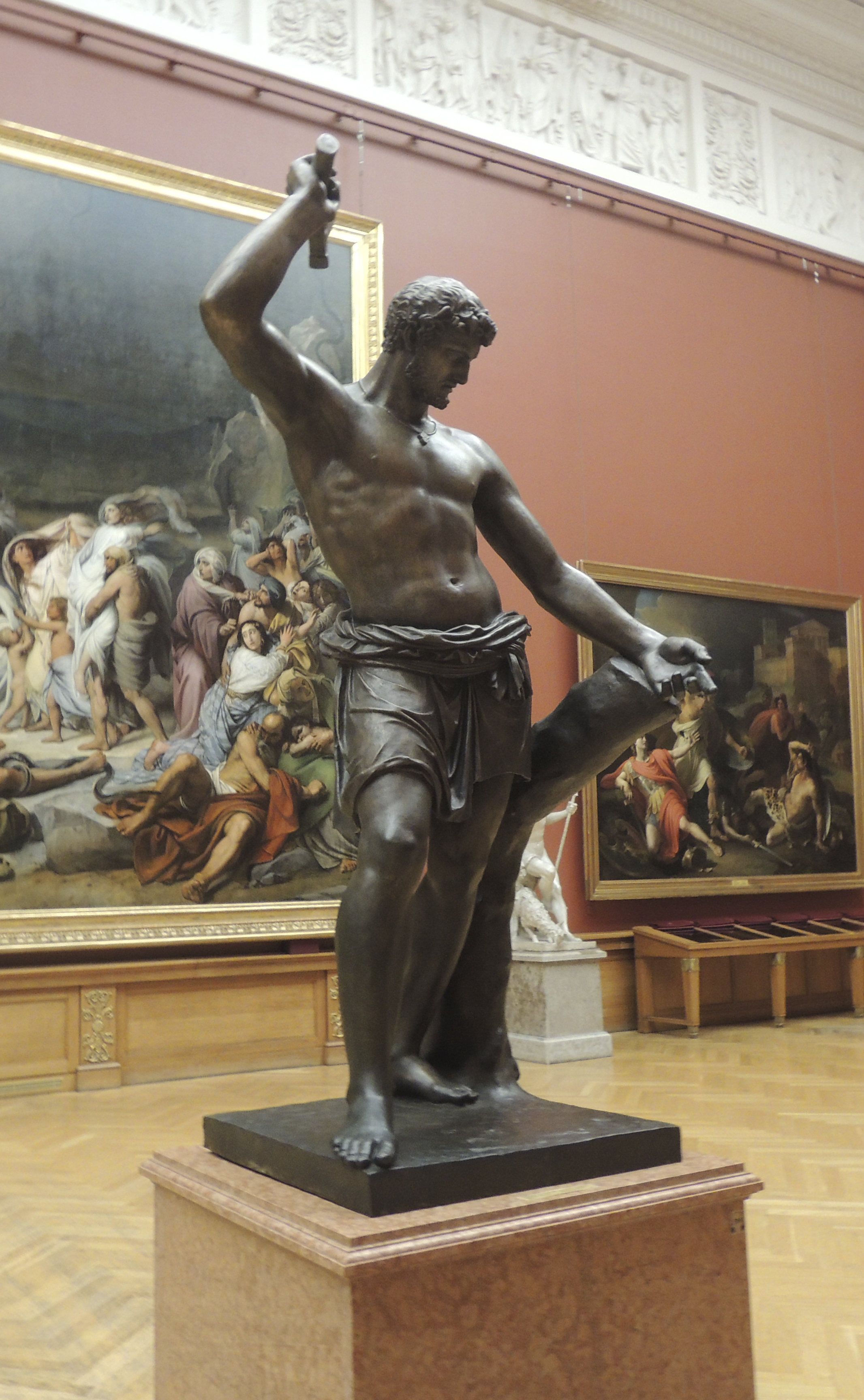
«Русский Сцевола». Мрамор. 1813 год

Когда это не удалось, он положил свою руку на огонь жертвенника в доказательство верности клятве убивать врагов Рима.
Потрясённый мужеством юноши, Порсенна отпустил его и снял осаду города.
Юношу, лишившего себя правой руки, стали звать «Сцевола», что переводится как «Левша».
Мнение историков искусства:

… [скульптура «Русский Сцевола» стала] наиболее выдающимся произведением периода патриотического подъёма в стране, вызванного Отечественной войной

В 1813 году Демут-Малиновский выполнил статую «Русский Сцевола».
Сюжетом скульптуры стал исторический факт: русский крестьянин, вырвавшись из плена, предпочёл потерять руку, чем иметь клеймо — след рабства.
В своём произведении Демут-Малиновский запечатлел тот момент, когда крестьянин только поднимает топор.
Такие сильные внутренние качества, как огромная внутренняя решимость, мужество и благородство, нашли своё отражение в широком развороте фигуры, в энергичном взмахе руки, в суровом выражении волевого лица.
Соблюдая традиции своего времени, мужская фигура почти обнажена, стиль её одежды напоминает классические драпировки.
С другой стороны, в трактовке образа скульптор передал национальные русские черты.
Это отражено и в широкоплечей коренастой фигуре крестьянина, пропорции которой далеки от классических канонов, и в чертах лица героя, обрамленного короткой бородкой вьющимися прядями волос.
Искусствоведы считают, что это изображение является одним из первых произведений русской монументальной скульптуры, когда с такой значительностью был воссоздан образ простого человека из народа.
Создание этого произведения получило высокую оценку современников — в 1813 году за «Русского Сцеволу» Демут-Малиновский был удостоен звания профессора.
Сама скульптура продолжительное время находилась в музее Академии художеств, сейчас она находится в коллекции Русского музея. Гипсовая копия стоит в музее «Бородинская панорама» (Москва).

## Тандем сС. С. Пименовымв 1814—1833 годах
Двое знаменитых скульпторов эпохи уже неоднократно работали над скульптурным оформлением монументальных зданий, ставших сейчас памятниками архитектуры.

### Елагин дворец, Михайловский дворец, Арка Главного штаба
Елагин дворецПервой крупной работой группы авторов стало скульптурное оформление в Санкт-Петербурге ансамбля Елагинского дворца.
Демут-Малиновский создавал декоративную скульптуру для Овального зала и Столовой.
Михайловский дворецПри украшении Михайловского дворца перед Демут-Малиновским было поставлено несколько грандиозных задач:
- Создание фриза между колоннами портика, состоящего из сорока четырёх отдельных рельефов.
- Большая скульптурная группа на аттике здания со стороны Михайловского сада.
- В интерьере дворца скульптору было поручено оформление парадной лестницы, отличающейся торжественностью и нарядностью.

Арка Главного штабаДуэт скульпторов с большим энтузиазмом выполнял заказ на создание скульптур арки Главного штаба.
Сотрудничество оформителей было настолько тесным, что исследователи затрудняются вычленить работы конкретных скульпторов — по документам архива Академии художеств можно определить, что колесница в группе Победы на арке создана Демут-Малиновским, также он является автором фигуры молодого воина и двух лошадей.

### Публичная библиотека и Александринский театр, Нарвские ворота
Здание Императорской публичной библиотеки
Позже создания арки Главного штаба Демут-Малиновский принимал активное участие в оформлении здания императорской публичной библиотеки (построено в 1820-х годах). Он создал статую Минервы над фронтоном, фигуры Демосфена, Гиппократа, Эвклида и скульптурный фриз.
Здание Александринского театра
Когда в 1828—1832 годах здание Александринского театра было перестроено Карлом Росси, Василий Иванович в составе группы специалистов работал над скульптурным оформлением театра. Специалисты считают его автором статуй Терпсихоры и Эрато. Они, увы, не сохранились.
Нарвские триумфальные ворота
Деревянные Нарвские триумфальные ворота были созданы в 1814 году Джакомо Кваренги в качестве памятника победе русского оружия в Отечественной войне 1812—1814 годов. Они скоро обветшали и были в 1827—1834 годах перестроены архитектором В. П. Стасовым в старых очертаниях. Для скульптурного оформления сооружения был приглашён тандем скульпторов.
Демут-Малиновский стал автором колесницы в группе Славы, фигур воинов и двух коней, другую часть работы выполнил С. С. Пименов. Кроме того, часть скульптур композиции ворот выполнил известный анималист П. К. Клодт. Искусствоведы отмечают, что скульптура Нарвских ворот отличается строгостью и простотой, она лишена аллегорической усложнённости образов, столь характерной для монументально-декоративных произведений этого времени.
В 1833 году этот тандем прекратился в связи со смертью С. С. Пименова.

## После 1833 года

Бюст А. В. Суворова в Екатеринбургском музее изобразительных искусств

В последние годы жизни Василий Иванович активно трудился над на созданием лепных украшений для интерьеров Зимнего дворца и здания Академии художеств.
В эти годы произошёл определённый служебный рост Демут-Малиновского: в 1833 году скульптору присуждено звание заслуженного профессора.
С 1836 года после смерти Мартоса он занял пост ректора Академии художеств по отделению скульптуры.
В 1830-х годах скульптор выполнил памятник Екатерине II.
По замыслу этот памятник должен был стать гимном русскому оружию в честь победы над Турцией в Русско-турецкой войне 1787—1792 годов.
Он был установлен в усадьбе генерала П. А. Румянцева Троицкое-Кайнарджи.
Сейчас памятник находится в Государственном музее архитектуры им. А. В. Щусева.
В 1838—1846 годах Демут-Малиновский создал памятник царю Михаилу Фёдоровичу и крестьянину Ивану Сусанину. Он был установлен в Костроме в 1851 году и разрушен в 1918—1928 годах.
В. И. Демут-Малиновский скончался 16 июля 1846 года. Был похоронен на Смоленском православном кладбище; в 1937 году останки были перенесены на Тихвинское кладбище — Некрополь мастеров искусств.
На дочери Демут-Малиновского был женат скульптор Самуил Гальберг.

## Другие работы
Демут-Малиновский выполнил следующие работы:
- Памятник фельдмаршалу князю Барклаю-де-Толли в Тарту[6].
- Бронзовые быки — они были изготовлены для оформления главного фасада центрального корпуса Петербургского скотопригонного двора (бойни). Сейчас они украшают въезд на территорию ленинградского мясокомбината (Московское шоссе, 13).
- Чугунные скульптуры рыцарей и русских витязей, украшающие фасад павильона Белая башня в Александровском парке Царского Села.
- 43 медные статуи для Готической капеллы в Петергофе.

## Награды
- Орден Святого Владимира 4-й степени (20 апреля 1836)[9][10]
- Золотая медаль «За возобновление Зимнего дворца»[10]
- Знак отличия за XXV лет беспорочной службы[10]